# Рукопись инженера эпохи Гуситских войн

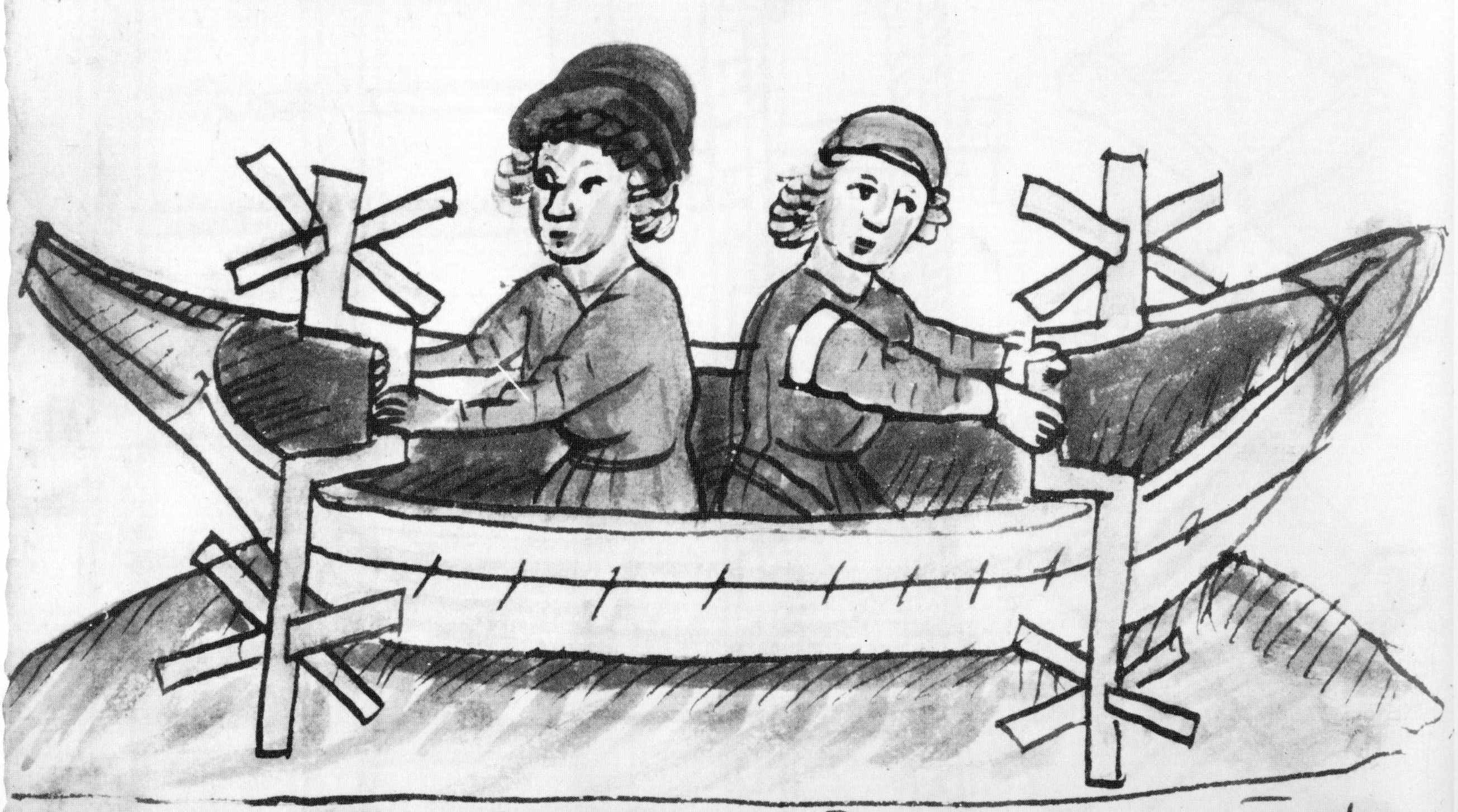
Иллюстрация из анонимной рукописи эпохи Гуситских войн. Clm 197, Часть 1, Лист 17v сверху

Рукопись инженера эпохи Гуситских войн — сочинение неустановленного авторства, созданное между 1420—1434 годами (предположение, основанное на упоминании в нём Гуситских войн). Рукописный образец хранится в фондах Баварской государственной библиотеки (под индексом Codex Latinus Monacensis 197; CLM 197), предположительно относится к концу XV века.

## Описание
Образец содержит в едином переплёте две рукописи, созданные, соответственно, двумя разными авторами на латинском языке, однако подписи ко многим иллюстрациям на немецком.
Автор первой части — собственно «рукописи инженера эпохи Гуситских войн» — неизвестен. Вторая часть является работой известного итальянского изобретателя Мариано ди Якопо «О двигателях» (De ingeneis).
Основные темы: военные механизмы, подъёмные устройства, аппарат для подводного плавания, мельницы, строительное снаряжение.

## История
Рукопись обнаружена в 1524—1557 годах Иоганном Альбрехтом Видманнштеттером. В одном переплёте с трактатом Такколы «О двигателях» (De ingeneis) была продана баварскому герцогу Альбрехту V в 1558 году. Пополнила фонды основанной герцогом Баварской государственной библиотеки в Мюнхене вместе с остальными книгами его личной библиотеки.